# Brezelknoten
In der Knotentheorie, einem Teilgebiet der Mathematik, sind Brezelknoten eine Klasse von Knoten.

## Definition

Der (-2,3,7)-Brezelknoten hat 2 rechtshändige Twists im ersten Tangle, 3 linkshändige Twists im zweiten Tangle, 7 linkshändige Twists im dritten Tangle.

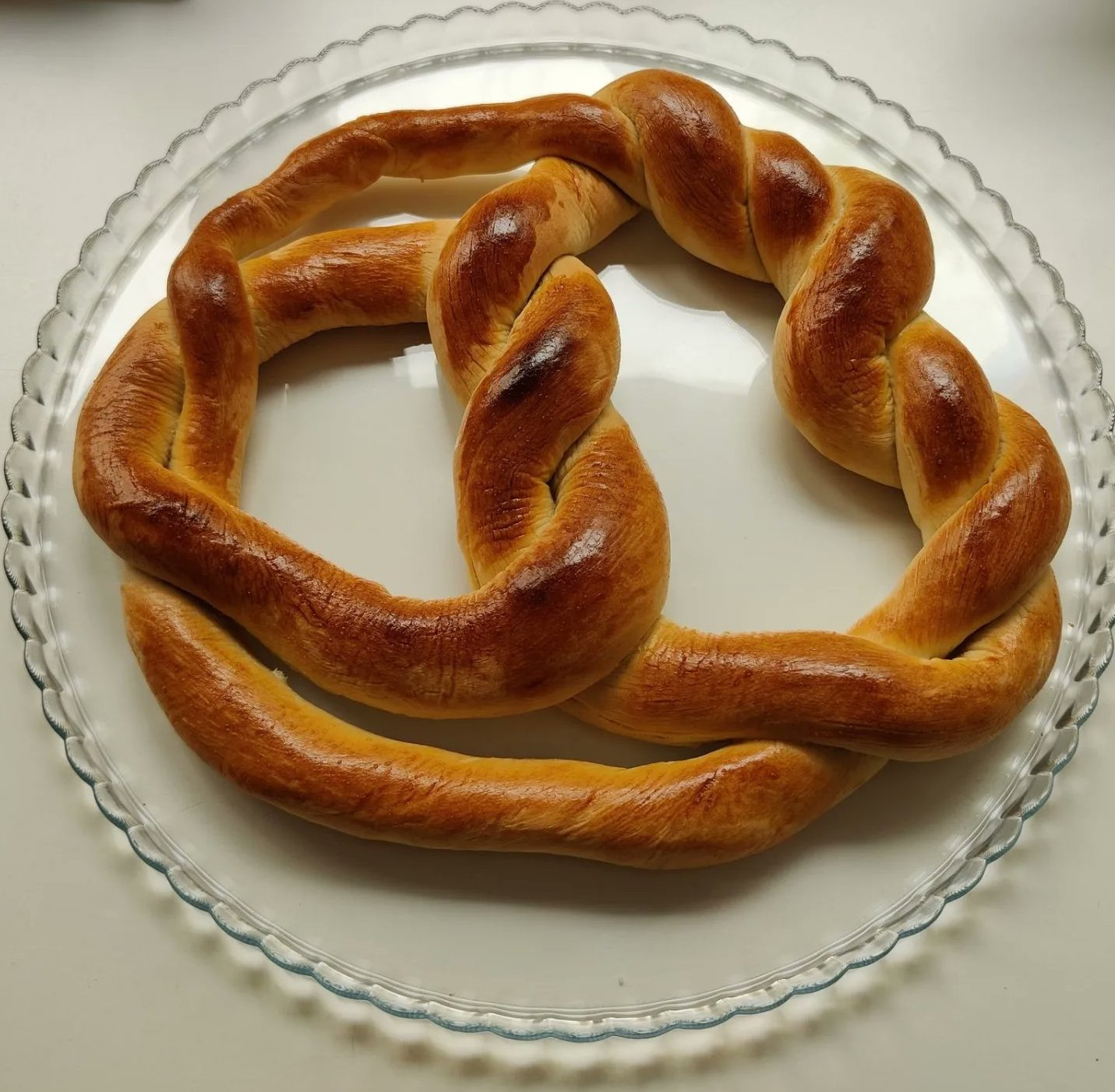
Essbarer (-2,3,7)-Brezelknoten

Seien {\displaystyle p_{1},\ldots ,p_{n}} ganze Zahlen. Der {\displaystyle (p_{1},\ldots ,p_{n})}-Brezellink ist die aus {\displaystyle n} Tangles bestehende Verschlingung, deren {\displaystyle i}-ter Tangle aus {\displaystyle \mid p_{i}\mid } (je nach Vorzeichen von {\displaystyle p_{i}} rechts- oder linkshändigen) Twists besteht.
Falls die Verschlingung zusammenhängend ist, handelt es sich um den {\displaystyle (p_{1},\ldots ,p_{n})}-Brezelknoten.